# Habrocestum laurae
Habrocestum laurae là một loài nhện trong họ Salticidae.
Loài này thuộc chi Habrocestum. Habrocestum laurae được Elizabeth Maria Gifford Peckham & George William Peckham miêu tả năm 1903.